# Сабари
Сабари (в долното течение Колаб) е река в Източна Индия, в щатите Одиша, Чхатисгарх и Телангана, ляв приток на Годавари (от басейна на Бенгалския залив на Индийския океан). Дължина 418 km, площ на водосборния басейн 20 427 km². Река Сабари води началото си на 1155 m н.в., от западните склонове на планината Източни Гхати, в щата Одиша. По цялото си протежение тече по източната периферия на Деканското плато, в горното течение на северозапад, а в средното и долното – на юг. На около 30 km след устието на най-големия си приток Мачкунд (Силеру), вече под името Колаб се влива отляво в река Годавари на 21 m н.в. Подхранването ѝ е предимно дъждовно, с мусонен режим и пълноводие от юни до октомври. Среден годишен отток близо до устието 437 m³/s. В горното и течение е изграден големия хидровъзел Панди, с мощна ВЕЦ, а в долното водите ѝ се използват за напояване. Най-големия град по течението ѝ е Джейпур..